# 어윤일
어윤일(1961년 3월 3일~ )은 한국계 미국인 교육자이자 음악인이다.

## 인물
어윤일은 현재 경희사이버대학교 컴퓨터정보통신공학과 교수이다. 그는 2013년 경희대와 경희사이버대를 통해 MOOC 2.0 또는 MOOC 2세대라는 개념을 소개하며 국내외 많은 주목을 이끌어냈다. 이전에는 미국 워싱턴 DC에 있는 AFL-CIO National Labor College (NLC, 국립노동대학) 부총장 (2005-2012)을 역임하기도 했다. NLC에서 부총장으로 재직 시, 그는 미국과 국제 노동조합사회의 구성원들을 위한 대학 내 온라인 리더십 교육 인프라를 구축하는 한편 노동자들의 지식 공유 및 구축을 통한 지역사회 발전을 목표로 글로벌 수준의 무료 온라인 학습교육 시스템을 선보이는 등 괄목할만한 성과를 거두었다. 특히 무료 온라인 학습교육 시스템의 경우, 전세계에서 연간 10만명 이상의 학습자를 보유하고 있다.
그 외, 어윤일은 센트럴미시건 대학에서 (2001-2005) 온라인 및 하이브리드 교육과정 제공을 책임지는 원격교육 처장을, 뉴욕 대학교 온라인 교육 부처장을 역임하기도 하였다. 특히, 뉴욕대 재직 시절 뉴욕대 최초로 온라인 학위 프로그램과 온라인 교수개발학습프로그램 (1999)을 기획 및 총괄하는 하였다. 그 전에는, 콜럼비아 대학 교육공학 전임강사로 재직하며 (1993-2000) 웹콘서트홀 과 같이 음악과 온라인이 융합된 혁신적인 프로젝트를 기획하며 뉴욕타임즈 등에 소개되기도 했다..
주요 저서로는 “프로그램 가이드 과정: 파스칼/ C++” (콜럼비아 대, 투로 대학, 뉴욕 시립대 필수교재) 등이 있으며 그가 쓴 ‘기술발전을 통한 음악사의 깊이 (Depth in Music History via Technology) “ 논문은 다중지능이론의 창시자인 하워드 가드너가 편집저서한 “다중지능, 하워드 가드너와 대학교육의 새로운 방법”에 수록되기도 하였다. 또한, 그의 박사학위논문인 “인지적 유연성 이론을 이용한 학제간 학습환경 디자인 및 창조”는 2000년 콜럼비아 대 최우수 박사 졸업논문으로 선정되었다.
국내외 남다른 학계 활동 이외에도 어윤일은 음악가로서 활발한 활동을 해오고 있다. 바이올린 연주자 생활과 교육공학자로서 그의 독특한 시각은, 음악과 교육공학, 개발협력 분야 모두에 큰 영향을 주고 있으며, 미국 내 주요 학회와 더불어 중남미, 아시아, 유럽, 아프리카 내 여러 국가 내 학술 대회 내 주요연설자로 초대되어 오고 있다. 그의 활동들은 The New York Times, The New Republic, The Chronicle of Higher Ed, NY Daily News, Guide to the Pianist"s Repertoire 등 다양한 매체를 통해 소개되고 있다.

## 음악계 경력
10살이 되던 해, 어윤일은 전설적인 바이올리니스트인 아이작 스턴의 초청으로 가족들과 도미 후 약 9년 동안 줄리아드 예비학교를 거쳐 동 대학에서 바이올린으로 학사와 석사학위를 받았다. 그는 이미 16살에 카네기홀과 링컨센터 에이버리 피셔홀에서 음악계 데뷔를 하였고, 줄리아드 음악학교에서 14년간 도로시 딜레이교수와 바이올린을, 빈센트 펄시케티 와 작곡을, 로저 니렌버그 와 지휘를 공부하였다.
특히 뉴욕을 중심으로 바이올린 연주 활동을 계속하는 동안 그는 작곡가 윤이상 선생의 제안으로 처음 작곡활동을 시작했고 1977년 그의 첫번째 오케스트라 곡인 A Mermaid and sailor 은 브룩클린 필하모니 가 초연하기도 했다. 그러나 20대 초반 어깨부상으로 인해 연주가로서의 길을 포기하게 되었고, 그 후 그는 콜럼비아 대학에서 음악교육학과 컴퓨터 공학의 석사 학위 수학, 동대학에서 교육공학 (Curriculum and Instructional Technology) 박사학위를 수여받았다.
한편 그는 현재 미국 워싱턴 DC에 본사를 둔 Youth Orchestras of Americas 의 글로벌리더 프로그램 교수를 맡고 있기도 하다.

## 학력
- 콜럼비아 대학교 교육공학 박사
- 콜럼비아 대학교 COMPUTER EDUCATION 석사
- 콜럼비아 대학교 인문예술교육 석사
- 줄리어드 음대 바이올린 석사
- 줄리어드 음대 바이올린 학사

## 주요경력
- 2015년 ~ 경희사이버대학교 교수
- 2015년 ~ 2016 경희사이버대학교 부총장
- 2013년 ~ 2015 서울대학교 사범대학 협동과정 글로벌교육협력 초빙교수
- 2013년 ~ 2015 경희사이버대학교 글로벌캠퍼스 구상위원회 의장, 특임교수
- 2011년 ~ 2013년 Global Leadership Program - Youth Orchestras of Americas Foundation 교수
- 2011년 ~ 2015년 인문예술문화연구소 Research Director (국제개발협력교육연구소, (사)하나를 위한 음악재단 부속연구소)[7]
- 2005년 ~ 2013년 American Council of Education - Commission on International Education 고등교육 커리큘럼 평가위원
- 2005년 ~ 2012년 미국 국립노동대학교 부총장
- 2001년 ~ 2005년 미국 센트럴 미시건 대학교 원격교육 처장[8]
- 1999년 ~ 2001년 미국 뉴욕 대학교 원격교육 부처장
- 1993년 ~ 2000년 미국 콜럼비아 대학교 LECTURER[9]

## 참고 자료
- Understanding Global Higher Education: Insights from Key Global Publications - https://books.google.co.kr/books?id=eXsyDwAAQBAJ&pg=PA167&lpg=PA167&dq=yoonil+auh+mooc+2.0&source=bl&ots=qi-TeFPO6d&sig=xP8YAv2q47mgi7nN-Ntwk4eWcAc&hl=en&sa=X&ved=2ahUKEwi44JWc4-DdAhXaE4gKHaK3CfMQ6AEwBXoECAUQAQ#v=onepage&q=yoonil%20auh%20mooc%202.0&f=false
- The Evolution and Evaluation of Massive Open Online Courses: MOOCs in Motion - https://books.google.co.kr/books?id=zKCYDQAAQBAJ&pg=PA53&lpg=PA53&dq=yoonil+auh+mooc+2.0&source=bl&ots=I-D_EQ1rvC&sig=Axb_FbvygCrNADdLgDu3SneW0XA&hl=en&sa=X&ved=2ahUKEwi44JWc4-DdAhXaE4gKHaK3CfMQ6AEwBnoECAgQAQ#v=onepage&q=yoonil%20auh%20mooc%202.0&f=false
- http://www.fnnews.com/news/201410161400017022
- http://biz.chosun.com/site/data/html_dir/2014/07/14/2014071402104.html
- http://www.etnews.com/20140901000278
- http://news1.kr/articles/?1599418
- http://note-on-open-education.blog.ntu.edu.tw/2015/07/29/korea-mooc-2-0/ 보관됨 2021-04-11 - 웨이백 머신